# 괴스타 베링의 이야기
괴스타 베링의 이야기(The Legend Of Gosta Berling, Gosta Berlings Saga)는 스웨덴에서 제작된 모리츠 스틸러 감독의 1924년 드라마, 멜로/로맨스 영화이다. 셀마 라겔뢰프의 동명의 소설을 바탕으로 제작되었다. 라스 핸슨 등이 주연으로 출연하였다.

## 출연

### 주연
- 라스 핸슨

### 조연
- 그레타 가르보

## 제작진
- 원작자: Selma Lagerlof
- 미술: Vilhelm Bryde